# کاپیتان آمریکا: جنگ داخلی
کاپیتان آمریکا: جنگ داخلی (انگلیسی: Captain America: Civil War) یک فیلم ابرقهرمانی آمریکایی در سال ۲۰۱۶ بر پایهٔ شخصیت کاپیتان آمریکا از مارول کامیکس است که توسط مارول استودیوز تولید شده و به وسیلهٔ استودیو سینمایی والت دیزنی توزیع شده‌است. این دنباله‌های کاپیتان آمریکا: نخستین انتقام‌جو (۲۰۱۱) و کاپیتان آمریکا: سرباز زمستان (۲۰۱۴) و سیزدهمین فیلم در دنیای سینمایی مارول است. این فیلم به کارگردانی آنتونی و جو روسو از فیلمنامهٔ تیم نویسندگی کریستوفر مارکوس و استیون مک‌فیلی ساخته شده‌است. در این فیلم کریس ایوانز در نقش استیو راجرز / کاپیتان آمریکا در کنار گروه بازیگران نظیر رابرت داونی جونیور، اسکارلت جوهانسون، سباستین استن، آنتونی مکی، دان چیدل، جرمی رنر، چادویک بوزمن، پل بتانی، الیزابت اولسن، پل راد، امیلی ونکمپ، تام هالند، فرانک گریلو، ویلیام هرت و دانیل برول و تای سیمپکینز (حضور کوتاه) ایفای نقش می‌کنند. در کاپیتان آمریکا: جنگ داخلی، اختلاف نظر در مورد نظارت بین‌المللی بر انتقام‌جویان، تیم را به دو جناح مخالف تبدیل می‌کند—یکی به رهبری استیو راجرز و دیگری به رهبری تونی استارک.
توسعهٔ جنگ داخلی در اواخر سال ۲۰۱۳ آغاز شد و مارکوس و مک‌فیلی نوشتن فیلمنامه را آغاز کردند، که مفاهیمی را از خط داستانی کتاب کمیک «جنگ داخلی» اقتباس می‌گیرد و در عین حال بر روی عناصر داستان و شخصیت فیلم‌های پیشین کاپیتان آمریکا تمرکز دارد تا سه‌گانه را خاتمه دهد. در پی بازخوردهای مثبت به سرباز زمستان، برادران روسو در اوایل سال ۲۰۱۴ به کارگردانی بازگشتند. در اکتبر ۲۰۱۴ عنوان و پیش فرض فیلم همراه با مشارکت داونی در نقش استارک فاش شد؛ اعضای دیگر بازیگران در ماه‌های بعدی پیوستند. فیلمبرداری این فیلم در آوریل ۲۰۱۵ در پاین‌وود استودیوز در شهرستان فایت، جورجیا آغاز شد و ادامهٔ کار فیلمبرداری در برلین، پورتوریکو و ایسلند انجام شد و در اوت ۲۰۱۵ در آلمان به پایان رسید.
کاپیتان آمریکا: جنگ داخلی ۶ مه ۲۰۱۶، در ایالات متحده به صورت سه‌بعدی و آی‌مکس به عنوان بخشی از فاز سوم دنیای سینمایی مارول اکران شد. این فیلم با فروش بیش از ۱٫۱ میلیارد دلار به پرفروش‌ترین فیلم سال ۲۰۱۶، ۲۱امین فیلم پرفروش تاریخ و هشتمین فیلم پرفروش ابرقهرمانی تبدیل شد. چهارمین فیلم با عنوان کاپیتان آمریکا: دنیای نو شگفت‌انگیز، قرار است در سال ۲۰۲۵ اکران شود. این فیلم ادامه‌ای بر مجموعهٔ دیزنی پلاسِ مارول استودیوز به نام فالکون و سرباز زمستان (۲۰۲۱) خواهد بود که سم ویلسون/فالکون را با نقش‌آفرینی مکی در نقش کاپیتان آمریکا به تصویر می‌کشد.

## داستان
در سال۱۹۹۱، باکی بارنز که توسط هایدرا شستشوی مغزی شده، به یک عملیات اعزام می‌شود و از یک اتومبیل سرم ابرسرباز را می‌دزدد. در زمان حاضر، حدوداً یک سال پس از نابودی اولتران در کشور سوکویا به دست انتقام‌جویان، آن‌ها به دنبال متوقف کردن راملو از دزدیدن یک سلاح بیوشیمیایی از آزمایشگاهی در لاگوس هستند. راملو برای کشتن کاپیتان آمریکا خودش را منفجر می‌کند، اما واندا مکسیموف انفجار را کنترل کرده و آن را به آسمان می‌برد که به ساختمان برخورد می‌کند و باعث کشته شدن چند فعال بشردوست واکاندایی می‌شود.
تادئوس راس، وزیر کشور ایالات متحده، به انتقام‌جویان اطلاع می‌دهد که سازمان ملل می‌خواهد «پیمان سوکوویا» را تصویب کند، که به معنی آن است که کمیته‌ای تشکیل می‌شود تا بر رفتار و کارهای انتقام‌جویان نظارت کند. انتقام‌جویان دو فرقه می‌شود: تونی استارک به خاطر ساخت اولتران و خرابی‌های سوکویا نظارت را می‌پذیرد، در مقابل راجرز می‌گوید که به قدرت تصمیم‌گیری خودش بیشتر اعتماد دارد تا دولت. در کنفرانس وین که قرار است این پیمان تصویب شود، بمب‌گذاری می‌شود و تچاکا پادشاه واکاندا کشته می‌شود. تصاویر دوربین‌های مداربسته نشان می‌دهد که بمبگذار بارنز است و تچالا فررزند پادشاه قسم می‌خورد که او را بکشد. شارون کارتر به راجرز اطلاع می‌دهد که دستگاه‌های اطلاعاتی به دنبال بارنز هستند. بارنز که دوست کودکی راجرز است. راجرز به دنبال او می‌رود تا پیدایش کند. او به همراه فالکون به بخارست می‌رود تا بارنز را نجات دهند؛ از طرفی تچالا هم برای کشتن بارنز به آن جا می‌رود، ولی در نهایت هر چهار نفر آن‌ها دستگیر می‌شوند.
هلموت زیمو کنترل‌کنندهٔ سابق بارنز را پیدا می‌کند و او را می‌کشد و کتاب راهنمایش را می‌دزدد. خودش به جای روان‌پزشک به دیدن بارنز در سلولش می‌رود و کلمات مورد نظر را بر زبان می‌آورد تا بارنز مطیع وی شود. او از بارنز سؤالی می‌پرسد و سپس بارنز از محل بازداشتش فرار می‌کند. راجرز جلوی بارنز را می‌گیرد و او را فراری می‌دهد. وقتی حواس بارنز سر جایش می‌آید، او می‌گوید که زیمو بمبگذار وین بوده و این که محل پایگاهی از هایدرا را می‌خواسته که در آن چندین ابرسرباز مانند وی وجود دارند. راجرز و ویلسون، مکسیموف، کلینت بارتون و اسکات لنگ را به تیمشان اضافه می‌کنند تا جلوی زیمو را بگیرند. استارک هم تیمی متشکل از رومانوف، تچالا، جیمز رودز، ویژن و پیتر پارکر تشکیل می‌دهد تا جلوی راجرز را بگیرند. آن‌ها در فرودگاه برلین با هم درگیر می‌شوند تا این که بالاخره رومانوف به راجرز و بارنز اجازه می‌دهد فرار کنند. بقیهٔ تیم راجرز دستگیر می‌شوند و رودز هم پس از برخورد ناخواستهٔ شلیک ویژن به او، نیمه فلج می‌شود. رومانوف هم تبعید می‌شود.
استارک متوجه می‌شود برای بارنز پاپوش دوخته شده بوده و مکان راجرز را از ویلسون می‌پرسد. استارک به مخفیگاه هایدرا در سیبری می‌رود و در آن‌جا با راجرز و بارنز مواجه می‌شود، بی‌خبر از آن که تچالا هم او را تعقیب می‌کرده. آن‌ها متوجه می‌شوند بقیهٔ ابرسربازها توسط زیمو کشته شده‌اند و زیمو به آن‌ها فیلمی نشان می‌دهد که معلوم می‌شود بارنز والدین تونی استارک را در سال ۱۹۹۱ کشته. استارک از این که راجرز او را بی‌خبر از این موضوع گذاشته عصبانی می‌شود و با هر دوی آن‌ها درگیر می‌شود. دست مکانیکی بارنز را جدا می‌کند؛ راجرز نیز استارک را نمی‌کشد اما زره استارک را مختل می‌کند، سپرش را زمین می‌گذارد و به همراه بارنز می‌گریزد. زیمو از این که با از هم پاشیدن انتقام‌جویان انتقام کشته شدن خانواده‌اش در سوکویا را گرفته خیالش راحت شده، سعی می‌کند خودکشی کند ولی تچالا جلویش را می‌گیرد و او را دستگیر می‌کند.
بعد از این اتفاقات، استارک دستگاهی مکانیکی برای رودز می‌سازد تا بتواند راه برود و راجرز هم دوستانش را از زندان نجات می‌دهد. در سکانس میان تیتراژ، مشخص می‌شود که راجرز و بارنز به واکاندا رفته‌اند و بارنز تا زمانی که درمانش پیدا شود به خواب مصنوعی می‌رود. در سکانس بعد از تیتراژ هم پیتر پارکر گجت جدیدی از استارک دریافت می‌کند.

## بازیگران

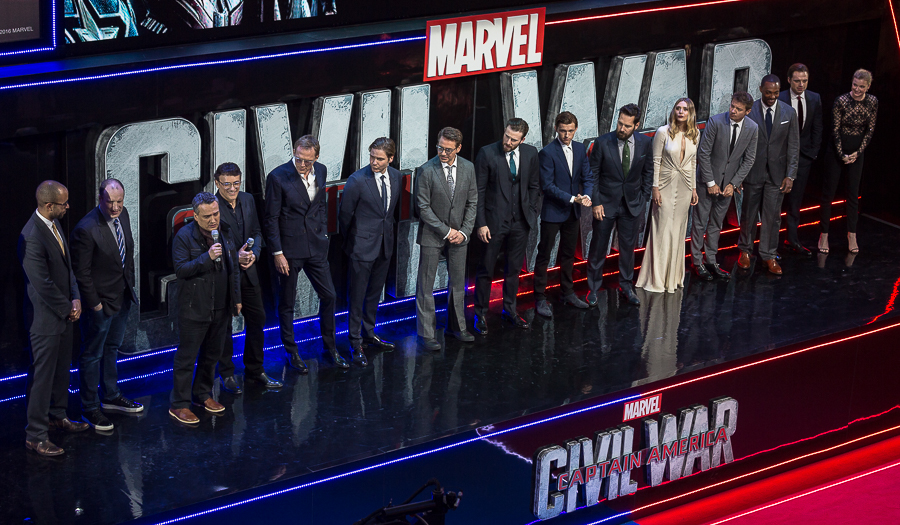
بازیگران و عوامل فیلم در شب افتتاحیه.

- کریس ایوانز در نقش استیو راجرز / کاپیتان آمریکا:

سرباز جنگ جهانی دوم که با استفاده از سرم آزمایشی بدنش تقویت شده‌است. او در یک اعماق یک اقیانوس منجمد شد و بعداً در دنیای مدرن امروز بیدار شد. به گفتهٔ جو روسو کاپیتان آمریکا یک ضدقهرمان سرخورده نخواهد شد. او گفت: «اخلاقیات بخشی از قدرت اوست.» او اضافه کرد: «یک پتانسیل الهام‌بخشی در شخصیت او وجود دارد، پس بسیار خوب است اگر شخصیت‌هایی الهام‌بخش اطراف او باشند. رهبری از ویژگی‌های کلیدی اوست و شما نمی‌توانید رهبری کنید مگر شخصیت‌های دیگری اطراف شما باشند. همچنین دنیای اطراف او در حال گسترش است: سرباز زمستان، مأمور ۱۳، فالکون.»
- رابرت داونی جونیور در نقش تونی استارک / مرد آهنی:

کسی که خود را نابغه، میلیاردر، دخترباز و نیکوکار می‌داند و زرهی مکانیکی برای خود اختراع کرده‌است. دربارهٔ پیشرفت این شخصیت در این فیلم داونی گفت: «طبیعی است که شما دیدگاهتان عوض بشود. سؤال اصلی برای من این است که چه اتفاقی افتاده و در چه وضعیتی تونی را می‌یابیم؟ نشانه‌هایی در انتقام‌جویان: عصر اولتران وجود دارد که او را چگونه خواهیم یافت.» ورایتی اشاره کرده که مارول در ابتدا می‌خواسته که نقش داونی کوچک‌تر باشد، ولی خود داونی می‌خواسته نقش استارک در داستان قابل توجه‌تر باشد. ورایتی همچنین نوشت که داونی برای بازی در این فیلم ۴۰ میلیون دلار به علاوه قسمتی از مبلغ فروش فیلم در صورت شکستن رکورد فروش سرباز زمستان را دریافت خواهد کرد، زیرا استودیو موفقیت این فیلم را مرهون داونی می‌داند.
- اسکارلت جوهانسون در نقش ناتاشا رومانوف / بیوه سیاه:

جاسوس ماهر و مأمور سابق شیلد. دربارهٔ موقعیت شخصیتش پس از اتفاقات انتقام‌جویان: عصر اولتران جوهانسون گفت: «فکر می‌کنم گذشتهٔ بیوه سیاه همواره دنبال اوست. او سعی می‌کند جلو برود، سعی می‌کند زندگی‌اش را بسازد. فکر می‌کنم قسمت‌هایی از این تلاش او را در کاپیتان ۳ می‌بینیم؛ و قطعاً او هدف بزرگ‌تری خواهد داشت و برای رسیدن به این هدف باید از گذشته‌اش فرار کند. گذشته‌اش همیشه آن‌جاست و روی شانه‌هایش سنگینی می‌کند.»
- سباستین استن در نقش باکی بارنز / سرباز زمستان:

بهترین دوست استیو راجرز و سربازی که به یک قاتل حرفه‌ای و شستشوی مغزی داده شده تبدیل گشته‌است، در حالی که تصور می‌شد در جنگ جهانی کشته شده‌است. جو روسو دربارهٔ تغییرات این شخصیت نسبت به سرباز زمستان گفت: «چیزی که دربارهٔ این شخصیت مانده این است که در شخصیت وی سیر کنیم. سؤال‌های اساسی باقی می‌ماند. این آیا او بازگشت‌پذیر است؟ آیا او بدترین قاتلی است که زندانی جنگی بوده‌است؟ الان کجا زندگی می‌کند؟ آیا حافظه‌اش را به دست می‌آورد؟ اگر حافظه‌اش برنگردد باید او را باکی بارنز صدا کرد یا یک آدم جدید است؟ بنابراین این یک شخصیت بسیار جالب برای قرار دادنش در داستان است.»
- آنتونی مکی در نقش سم ویلسون / فالکون:

چترباز سابق ارتش ایالات متحده آمریکا که با استفاده از بال‌های مخصوص در عملیات‌ها به انجام وظیفه می‌پردازد و دوست استیو راجرز. در مورد رابطهٔ میان ویلسون و راجرز، مکی گفت: «بین فالکون و کاپیتان، یک احترام دوطرفه بسیار زیاد وجود دارد. یک احترام نظامی. پس واقعاً هیجان‌انگیز است که ببینیم رابطه‌شان چگونه پیش می‌رود.»
- پل بتانی در نقش ویژن[۲۲]
- جرمی رنر در نقش کلینت بارتون / هاکای:

تیرانداز ماهر و مأمور سابق شیلد.
- دان چیدل در نقش جیمز رودز / ماشین جنگی[۲۲]
- الیزابت اولسن در نقش وندا ماکسیموف / جادوگر سرخ: خواهر دوقلوی کوئیک‌سیلور که توانایی جابه‌جایی اجسام (تله‌کینتیک) و طلسم کردن دارد.[۲۵]
- پل راد در نقش اسکات لنگ / مرد مورچه‌ای[۲۲]
- تام هالند در نقش پیتر پارکر/مرد عنکبوتی: نوجوانی که پس از نیش خوردن توسط عنکبوت جهش یافته‌ای، توانایی‌های ویژه ای مانند عنکبوت به دست می‌آورد.

امیلی ونکمپ، فرانک گریلو و ویلیام هرت به ترتیب نقش‌های شارون کارتر / مأمور ۱۳، براک راملو / استخوان ضربدری و ژنرال تادئوس راس را از فیلم‌های قبلی دنیای سینمایی مارول تکرار خواهند کرد. چادویک بوزمن که قراردادی پنج فیلم با مارول امضا کرده‌است، در نقش پلنگ سیاه رهبر کشور آفریقایی و خیالی واکاندا در این فیلم حضور دارد و دانیل برول هم در نقش بارون زمو ظاهر می‌شود. مارتین فریمن و ری ساهتیپی در نقش‌هایی نامعلوم به فیلم اضافه شده‌اند. استن لی هم در نقش کوتاهی در فیلم حضور خواهد یافت.

## تولید

### آماده‌سازی
«این جنگ داخلی دنیای سینمایی است که به‌طور عمده از «جنگ داخلی» دنیای کمیک الهام گرفته شده‌است، با این تفاوت که این‌جا ما پیوستگی متفاوتی داریم. جنگ داخلی بر مبنای فیلم‌هایی خواهد بود که تاکنون دیده‌اید، به خصوص سرباز زمستان و عصر اولتران.»

—کوین فیگ، رئیس مارول استودیوز
تا ژانویه ۲۰۱۴، آنتونی روسو برای بازگشت و کارگردانی قسمت سوم، قرارداد امضاء کرده بودند که این موضوع در مارس ۲۰۱۴ به همراه بازگشت کریس ایوانز در نقش کاپیتان آمریکا، کوین فیگ به عنوان تهیه‌کننده فیلم و کریستوفر مارکوس و استیون مک‌فیلی به عنوان فیلم‌نامه‌نویسان تأیید شد. مارکوس و مک‌فیلی اعلام کردند که کار بر روی فیلم‌نامه را از اواخر ۲۰۱۳ آغاز کرده‌اند و برادران روسو نیز کارشان را از فوریه ۲۰۱۴ شروع کرده‌اند. استخدام دوباره این کارگردانان، سه ماه پیش از انتشار کاپیتان آمریکا: سرباز زمستان بعد از اکران آزمایشی و تأثیرگذار فیلم برای مدیران مارول رخ داد.
در آوریل ۲۰۱۴، جو روسو در مصاحبه‌ای، این پروژه را ادامه‌ای برای داستان کاپیتان آمریکا: سرباز زمستان توصیف کرد و گفت: «چیزی که دربارهٔ این فیلم زیباست این است که فیلم دوقسمت است. سرباز زمستان وارد ماجرایی شد که هنوز تمام نشده‌است. منطقی است فیلم بعدی دربارهٔ کامل شدن آن ماجرا باشد.» آنتونی مکی بازیگر نقش فالکون در فیلم قبلی، دربارهٔ فیلم گفت: «در کمیک‌ها، کاپیتان همیشه برای کمک به پیش فالکون می‌آید. انتقام‌جویان ۲ جایی بود که کاپیتان تنهایی عمل کرد و بعد از آن در کاپیتان آمریکا ۳ او دوباره برای کمک پیش من می‌آید؛ یعنی داستان از همان جایی که در فیلم قبل تمامش کردیم شروع می‌شود و انتقام‌جویان ۲ نقشی در داستان ندارد.» همچنین در آوریل مارول تاریخ ۶ مه ۲۰۱۶ را برای انتشار این فیلم مشخص کرد و ترنت اوپالاک که مدیر فیلمبرداری سرباز زمستان بود خبر بازگشتش را اعلام کرد. در ژوئیه ۲۰۱۴، مارکوس و مک‌فیلی اعلام کردند نیمی از نسخهٔ اولیه فیلم‌نامه را نوشته‌اند و فیلمبرداری در آوریل ۲۰۱۵ آغاز خواهد شد. یک ماه بعد اعلام کردند که می‌خواهند لحن فیلم مخلوطی از نخستین انتقام‌جو و سرباز زمستان باشد. در سپتامبر ۲۰۱۴ جو روسو اعلام کرد این فیلم ایده‌ای بزرگ خواهد داشت که دنیا را مانند انحلال شیلد در سرباز زمستان تحت تأثیر قرار خواهد داد.

### پیش‌تولید
تا اکتبر ۲۰۱۴، رابرت داونی جونیور در مراحلی نهایی مذاکرات برای ایفای نقش مرد آهنی در این فیلم بود. داستان این فیلم از کمیک «جنگ داخلی» گرفته می‌شود که در آن کاپیتان آمریکا و مرد آهنی روبه‌روی هم قرار می‌گیرند. تا پایان همان ماه بازگشت سباستین استن در نقش باکی بارنز / سرباز زمستان تأیید شد. چند روز بعد، مارول با اعلام این‌که عنوان فیلم کاپیتان آمریکا: جنگ داخلی خواهد بود، حضور داونی را نیز تأیید کرد و همچنین اعلام کرد که چادویک بوزمن در این فیلم در نقش پلنگ سیاه حضور خواهد یافت و فیلم اختصاصی این شخصیت نیز منتشر خواهد شد. فیگ همچنین تأیید کرد که این فیلم، اولین فیلم فاز سه دنیای سینمایی مارول می‌باشد. در نوامبر ۲۰۱۴، دنی برول در نقشی نامعلوم به فیلم اضافه شد، همچنین بازگشت آنتونی مکی و فرانک گریلو به ترتیب در نقش‌های سم ویلسون / فالکون و براک راملو / استخوان ضربدری تأیید گردید.
به دنبال هک شدن رایانه‌های سونی پیکچرز در نوامبر ۲۰۱۴، ایمیل‌های فاش شده میان امی پاسکال و داگ بلگراد نشان داد که مارول خواهان حضور شخصیت مرد عنکبوتی (که حقوقش در اختیار سونی است) بوده‌است، اما مذاکرات بین این دو استودیو به سرانجامی نرسیده. تا ۱۶ دسامبر ۲۰۱۴، به نظر می‌رسید مارول کار تولید این فیلم را بدون در نظر گرفتن شخصیت مرد عنکبوتی در آن شروع می‌کند. با این وجود، سونی پیکچرز و مارول استودیوز در فوریه ۲۰۱۵ به توافق رسیدند تا مارول از شخصیت مرد عنکبوتی در دنیای سینمایی‌اش استفاده کند. تاکنون اخباری تأییدنشده مبنی بر حضور مرد عنکبوتی در جنگ داخلی گزارش شده‌است.
در ژانویه ۲۰۱۵، مکی اعلام کرد که در کنار آتلانتا، پورتوریکو و برلین از دیگر لوکیشن‌های فیلمبرداری خواهند بود. برادران روسو در همین ماه، بازگشت اسکارلت جوهانسون را در نقش ناتاشا رومانوف / عنکبوت سیاه تأیید کردند. در مارس ۲۰۱۵، اعلام شد که جرمی رنر نقش کلینت بارتون / هاکای را در این فیلم تکرار خواهد کرد. در آوریل ۲۰۱۵، اعلام شد که فیلم در مراحل پس‌تولید به سه‌بعدی تبدیل خواهد شد و همچنین این که برول در نقش بارون زمو بازی خواهد کرد. همچنین حضور الیزابت اولسن در نقش وندا ماکسیموف / جادوگر سرخ تأیید گردید.

### فیلمبرداری

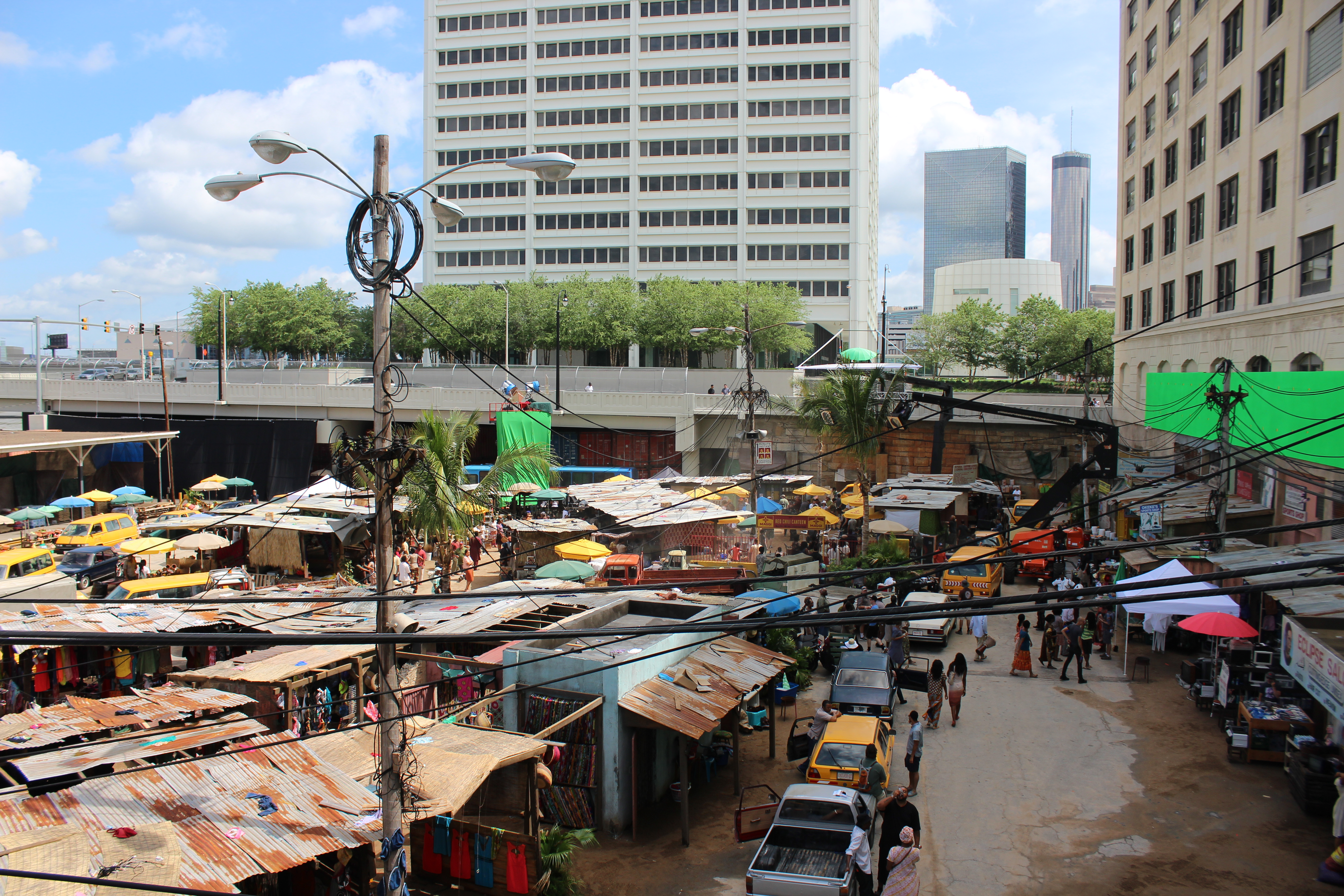
محل فیلمبرداری کاپیتان آمریکا: سرباز زمستان در داونتون آتلانتا

فیلمبرداری این فیلم در ۲۷ آوریل ۲۰۱۵ در پاین‌وود استودیوز در شهرستان فایت، جورجیا آغاز شد. قرار است ادامهٔ فیلمبرداری در پورتوریکو و برلین انجام شود. این اولین فیلمی خواهد بود که با همکاری آری از دوربین‌های جدید آی‌مکس دوبعدی استفاده می‌کند. به گفتهٔ جو روسو، حدود پانزده دقیقه از فیلم، از جمله یک سکانس خاص، با این دوربین فیلمبرداری می‌شود. اوایل ماه مهٔ ۲۰۱۵، مارتین فریمن در نقشی نامعلوم به بازیگران فیلم اضافه شد و هم‌زمان حضور پل بتانی، دان چیدل، پل راد، امیلی ونکمپ و ویلیام هرت در نقش‌های ویژن، جیمز رودز / ماشین جنگ، اسکات لنگ / مرد مورچه‌ای، شارون کارتر / مأمور ۱۳ و ژنرال تادئوس راس تأیید شد. بعد از اعلام اسامی کل بازیگران فیلم، بسیاری از طرفداران نام «انتقام‌جویان ۲٫۵» را روی آن گذاشتند، زیرا معتقد بودند مانند فیلم‌های انتقام‌جویان تعداد بازیگران اصلی زیاد است و این‌که این فیلم دیگر مانند سرباز زمستان فقط روی کاپیتان آمریکا متمرکز نیست. در پایان ماه، برادران روسو به همراه فیگ و پاسکال از شش بازیگر نوجوان برای نقش مرد عنکبوتی تست گرفتند. در ژوئن ۲۰۱۵، ساموئل ال. جکسون اعلام کرد که وی نقش نیک فیوری را در این فیلم ایفا نخواهد کرد. او گفت که پیش از این برادران روسو به او گفته بودند در این فیلم حضور خواهد داشت و از این موضوع شگفت‌زده شده‌است. در پایان ژوئن، تهیه‌کنندگان پس از جستجو میان بیش از ۱٬۵۰۰ بازیگر نوجوان، تام هالند را برای بازی در نقش پیتر پارکر / مرد عنکبوتی انتخاب کردند.

## موسیقی
در اوت ۲۰۱۴، جو روسو اعلام کرد هنری جکمن، سازندهٔ موسیقی فیلم کاپیتان آمریکا: سرباز زمستان، برای ساخت موسیقی این فیلم بازخواهد گشت.

## انتشار

اتوبوس کاپیتان آمریکا جنگ داخلی.

کاپیتان آمریکا: جنگ داخلی ۲۹ آوریل ۲۰۱۶ در بریتانیا و ۶ مه ۲۰۱۶ در آمریکای شمالی به صورت آی‌مکس و سه‌بعدی اکران شد. در سپتامبر ۲۰۱۴، شبکه تی‌ان‌تی حق پخش تلویزیونی کاپیتان آمریکا: جنگ داخلی را برای تاریخ دو سال بعد از انتشارش خرید.

## بازخورد

### گیشه
کاپیتان آمریکا: جنگ داخلی ۴۰۸٫۱ میلیون دلار در آمریکا و کانادا فروخت و ۷۴۵٫۲ میلیون دلار نیز در دیگر نقاط جهان فروش داشت که مجموع فروش این فیلم را به ۱٫۱۵۳ میلیارد دلار رساند. تا ۱۰ مهٔ ۲۰۱۶، این فیلم ۷۳۷٫۸ میلیون دلار فروخته بود که از فروش فیلم قبلی یعنی کاپیتان آمریکا: سرباز زمستان جلو زد. این فیلم پرفروش‌ترین فیلم سال ۲۰۱۶ میلادی، هفتمین فیلم پرفروش ابرقهرمانی و سومین فیلم پرفروش در آمریکا و کانادا در سال ۲۰۱۶ میلادی لقب گرفت.

### پاسخ انتقادی
در وبگاه جمع‌آوری نقد راتن تومیتوز، ٪۹۰ از ۴۲۸ بررسی منتقدان مثبت است و میانگینِ امتیاز آن ۷٫۷/۱۰ است. اجماع این وبگاه چنین می‌نویسد: «کاپیتان آمریکا: جنگ داخلی موج بعدی فیلم‌های مارول را با یک بلاک‌باستر ابرقهرمانی پر از اکشن آغاز می‌کند که دارای طرحی کاملاً غیر کارتونی و شجاعتی برای کشف مضامین تفکربرانگیز است.» این فیلم در متاکریتیک که از میانگین وزنی استفاده می‌کند، بر اساس نظر ۵۳ منتقدین امتیاز ۷۵ از ۱۰۰ را کسب کرده که نشان‌گر «نقدهای عموماً مطلوب» است.

## آینده

### بازگشت احتمالی ایوانز
به گفته فایگی، جنگ داخلی پایانی از سه‌گانهٔ «کاپیتان آمریکا» است که با نخستین انتقام‌جو آغاز شد. در حالی که این آخرین فیلم مستقل کاپیتان آمریکا در قرارداد ایوانز با مارول استودیوز است، ایوانز در سپتامبر ۲۰۱۵ گفت که آماده تمدید قراردادش، پس از انتقام‌جویان: جنگ ابدیت و انتقام‌جویان: پایان بازی، آخرین فیلم‌های قراردادش در آن زمان، است. جو روسو در نوامبر ۲۰۱۸ گفت که «کار ایوانز با کاپیتان آمریکا» پس از پایان بازی «هنوز تمام نشده‌است». در نوامبر ۲۰۱۹، وقتی از ایوانز پرسیده شد که آیا دوباره نقش کاپیتان آمریکا را بازی خواهد کرد، او پاسخ داد: «شما هرگز نگویید هرگز. من عاشق این شخصیت هستم. نمی‌دانم» و افزود: «یک جواب منفی سخت نیست، اما یک بلهٔ مشتاقانه هم نیست». ایوانز در ژانویه ۲۰۲۱ در آستانه امضای قراردادی برای ایفای مجدد نقش کاپیتان آمریکا در حداقل یک پروژهٔ آینده بود. گفته می‌شود که مشارکت ایوانز شبیه به نقش‌های فرعی داونی پس از پایان‌دادن به مجموعه‌فیلم‌های مرد آهنی با اتمام مرد آهنی ۳ (۲۰۱۳) در دیگر فرنچایزهای فیلم، مانند جنگ داخلی، خواهد بود. ایوانز گفت که این گزارش «برای [او] خبری جدید بود». بازگشت احتمالی او در پروژه‌ای جدا از چهارمین فیلم کاپیتان آمریکا خواهد بود.

### فالکون و سرباز زمستان و کاپیتان آمریکا: نظم نوین جهانی
یکی از مینی‌سریال‌های دیزنی پلاس استودیوی مارول، فالکون و سرباز زمستان، در سال ۲۰۲۱ منتشر شد که مالکوم اسپلمن به‌عنوان سرنویسندهٔ اصلی و کاری اسکاگلند کارگردانی آن را بر عهده داشت. داستان آن شش ماه پس از رویداد بلیپ و تحویل دادن سپر کاپیتان آمریکا توسط استیو راجرز به سم ویلسون جریان دارد. محوریت آن سم ویلسون/فالکون با بازی آنتونی مکی و باکی بارنز / سرباز زمستان با بازی سباستین استن است که نقش‌های خود را در کنار دانیل برول، امیلی ونکمپ و وایت راسل ایفا می‌کنند.

### کاپیتان آمریکا: دنیای نو شگفت‌انگیز
کاپیتان آمریکا: دنیای نو شگفت‌انگیز به عنوان چهارمین فیلم از این سری تا آوریل ۲۰۲۱ در حال ساخت بود که حول محور سم ویلسون می‌چرخد و به عنوان ادامهٔ رویدادهای فالکون و سرباز زمستان عمل خواهد کرد. اسپلمن و دالان موسون، که نویسنده سریال فالکون و سرباز زمستان بودند، فیلمنامهٔ این فیلم را نوشته‌اند. مکی برای بازی در اوت همان سال به فیلم پیوست. ژولیوس اونا در ژوئیه ۲۰۲۲ برای کارگردانی این فیلم انتخاب شد و عنوان فیلم در اواخر همان ماه در کامیک-کان سن دیگو به صورت رسمی معرفی شد. این فیلم قرار است در سال ۲۰۲۵ منتشر شود.